# Museu de Belles Arts de Caen
El Museu de Belles Arts (Musée des Beaux-Arts) de Caen és el principal museu d'art de la ciutat francesa, fundat a principis del segle xix i reconstruït a l'interior del castell de Caen el 1971

## Història
El 1801, el ministre de l'interior francès Jean-Antoine Chaptal va seleccionar quinze ciutats per obrir museus d'art, classificant així l'enorme nombre d'obres d'art acumulades durant les confiscacions o durant les guerres de la Revolució i del període napoleònic. La ciutat de Caen va ser triada com a capital de Normandia i per la seva reputació acadèmica.
El primer nucli de les col·leccions van ser les obres d'art confiscades durant les secularitzacions dels monestirs i convents de la regió, que fins aleshores havien estat dipositades a l'església de Sainte-Catherine-des-Arts. El museu es va construir a l'antic seminari a partir del 1801 i es va completar el 1809. Els primers conservadors van seleccionar una col·lecció de 46 obres d'art importants, incloses obres de Paolo Veronese, Poussin i altres, que van convertir el museu Caen en la col·lecció més gran després de la de Lió i, per descomptat, de París. Amb el pas del temps les col·leccions van anar creixent, tot i que mai es va obtenir el tapís de Bayeux. La col·lecció va créixer, però també disminuir, després de les diverses guerres que van afectar la regió i les zones adjacents.
Del 1841 al 1880 la direcció del Museu va passar al pintor Alfred Guillard que el 1850 va publicar el primer catàleg. El 1872 va aconseguir el més important increment, gràcies a la donació de més de 50.000 obres del llibreter de Caen Bernard Mancel, que havia comprat el 1845 una gran part de la col·lecció romana del cardenal Fesch, oncle de Napoleó Bonaparte. Les obres incloïen pintures, dibuixos i gravats, amb noms com Dürer, Rembrandt, Callot, Perugino, Veronese i Rogier van der Weyden.
Els anys següents el prestigi del museu va patir una davallada per la falta d'inspiració dels comissaris, amb un incendi el 1905 que va danyar els locals i algunes obres especialment de les escoles flamenca i holandesa, a més d'una batalla de François Debon.
Una renovació del local va haver d'esperar fins al 1936, però el 1944 el museu va patir un greu bombardeig aliat. Tot i haver guardat les obres més preuades, es destruïren unes 540 pintures del segle XVII al XIX, així com uns 400 fulls del gabinet d'impressió, arxius, inventaris i marcs.
La reconstrucció del museu no es va fer fins al 1963 i el nou edifici va veure la llum al castell de Caen el 1971. Des de l'1 de febrer de 2005, l'accés a les col·leccions és gratuït.

## Obres principals
- Pietro Perugino, Les esposalles de la Mare de Déu, 1501-1504[4]
- Cima da Conegliano, Trittico della Madonna col Bambino tra i santi Giorgio e Giacomo
- Peter Paul Rubens, Trobada d'Abraham i Melquisedec